# 小行星8895
小行星8895（英語：8895 Nha）是一颗围绕太阳公转的小行星。1995年8月21日，渡邊和郎在札幌市发现了此天体。
这颗小行星的绝对星等为135.11926等。